# Loi sur l'équilibre budgétaire
Lire en ligne

Publications du Québec : version consolidée officielle ;
Institut canadien d'information juridique : version permettant de voir l'évolution du texte (depuis 2002).

La loi sur l'équilibre budgétaire est une loi québécoise qui impose l'équilibre budgétaire au gouvernement du Québec. Le principe de cette loi est énoncé par Lucien Bouchard lors de sa nomination à titre de premier ministre du Québec alors qu'il fait du rétablissement des finances publiques sa première priorité.

## Historique

### Adoption initiale
Lucien Bouchard, nouveau premier ministre du Québec après la démission de Jacques Parizeau, énonce dans son discours d'ouverture le 25 mars 1996 le principe d'une loi obligeant le gouvernement du Québec à présenter des budgets équilibrés (qualifié de loi « antidéficit » dans le discours) une fois que le retour à l'équilibre budgétaire sera atteint. Le projet est accueilli positivement par le Parti libéral du Québec et le chef de l'Opposition officielle, Daniel Johnson, annonce son appui au projet pour une adoption rapide.
Le projet de loi n° 3 officiellement nommé « Loi sur l'élimination du déficit et l'équilibre budgétaire » est présenté par Bernard Landry, Vice-premier ministre et ministre des Finances du Québec, le 15 mai 1996 à l'Assemblée nationale. Le projet interdit les déficits budgétaires après l'atteinte des cibles de déficit suivantes:
- 3 200 000 $ en 1996-97[7];
- 2 200 000 $ en 1997-98[8];
- 1 200 000 $ en 1998-99[9].

Le déficit zéro doit alors être atteint en 1999-2000. Le projet prévoit aussi qu'un dépassement de moins de 1 milliard de dollars peut être compensé par un excédent d'un montant identique dans l'année suivante,.
Au moment de la présentation du projet de loi, quatre autres provinces canadiennes avaient des lois anti-déficit : l'Alberta (adoptée en 1993), le Nouveau-Brunswick (adoptée en 1993), le Manitoba (adoptée en 1995) et la Saskatchewan (adoptée en 1995). La Colombie-Britannique avait été la première province au Canada à adopter une telle loi en 1991 mais elle fut abrogée en 1992 par le gouvernement de Michael Harcourt.
Le projet de loi est définitivement adopté, à l'unanimité, le 23 décembre 1996.

#### Textes législatifs
- Loi sur l’équilibre budgétaire, RLRQ, c. S-4.2  (lire en ligne, consulté le 24 octobre 2021)